# Васалундс
«Васалундс» ІФ (швед. Vasalunds Idrottsförening) — шведський професійний футбольний клуб з комуни Сульна в Стокгольмі.

## Історія
«Васалундс» ІФ було засновано в 1934 році. Зараз він виступає в Третьому дивізіоні чемпіонату Швеції з футболу, Дивізіоні 1 (Північ). У 2002 році «Васалундс» ІФ об'єднався з «Ессінге» ІК й став виступати під назвою «Васалундс/Ессінге» ІФ. Починаючи з 2008 року команда знову виступає під своєю історичною назвою.

## Досягнення
- 1-й Дивізіон (Північ):
  -  Срібний призер (4): 1989, 1990, 1993, 2008

- 1-й Дивізіон (Схід):
  -  Срібний призер (2): 1991, 1992

## Статистика виступів
| \| Сезон \| Рівень \| Дивізіон \| Зона \| Місце \| Примітки \| \| ----- \| ------ \| ---------- \| ------------------ \| ----- \| ------------------------------ \| \| 1993 \| 2-й \| Дивізіон 1 \| Північ \| 2 \| \| \| 1994 \| 2-й \| Дивізіон 1 \| Північ \| 4 \| \| \| 1995 \| 2-й \| Дивізіон 1 \| Північ \| 3 \| \| \| 1996 \| 2-й \| Дивізіон 1 \| Північ \| 10 \| \| \| 1997 \| 2-й \| Дивізіон 1 \| Північ \| 14 \| Вибування \| \| 1998 \| 3-й \| Дивізіон 2 \| Східний Свеаланд \| 4 \| \| \| 1999 \| 3-й \| Дивізіон 2 \| Східний Свеаланд \| 2 \| \| \| 2000 \| 3-й \| Дивізіон 2 \| Західний Свеаланд \| 10 \| Вибування \| \| 2001 \| 4-й \| Дивізіон 3 \| Північний Свеаланд \| 3 \| \| \| 2002 \| 4-й \| Дивізіон 3 \| Північний Свеаланд \| 1 \| Підвищення \| \| 2003 \| 3-й \| Дивізіон 2 \| Східний Свеаланд \| 7 \| Васалундс/Ессінге \| \| 2004 \| 3-й \| Дивізіон 2 \| Східний Свеаланд \| 2 \| Васалундс/Ессінге \| \| 2005 \| 3-й \| Дивізіон 2 \| Східний Свеаланд \| 2 \| Васалундс/Ессінге – Підвищення \| \| 2006* \| 3-й \| Дивізіон 1 \| Північ \| 4 \| Васалундс/Ессінге \| \| 2007 \| 3-й \| Дивізіон 1 \| Північ \| 3 \| Васалундс/Ессінге \| \| 2008 \| 3-й \| Дивізіон 1 \| Північ \| 2 \| Підвищення \| \| 2009 \| 2-й \| Супереттан \| \| 16 \| Вибування \| \| 2010 \| 3-й \| Дивізіон 1 \| Північ \| 5 \| \| \| 2011 \| 3-й \| Дивізіон 1 \| Північ \| 6 \| \| \| 2012 \| 3-й \| Дивізіон 1 \| Північ \| 4 \| \| \| 2013 \| 3-й \| Дивізіон 1 \| Північ \| 7 \| \| \| 2014 \| 3-й \| Дивізіон 1 \| Північ \| 5 \| \| \| 2015 \| 3-й \| Дивізіон 1 \| Північ \| 11 \| \| \| 2016 \| 3-й \| Дивізіон 1 \| Північ \| 2 \| Плей-оф за підвищення \| \| 2017 \| 3-й \| Дивізіон 1 \| Північ \| 12 \| Вибування \| \| 2018 \| 4-й \| Дивізіон 3 \| Північний Свеаланд \| 1 \| Підвищення \| \| 2019 \| 3-й \| Дивізіон 1 \| Північ \| 6 \| \| \| 2020 \| 3-й \| Еттан \| Північ \| 1 \| Підвищення \| \| 2021 \| 2-й \| Супереттан \| \| 15 \| Вибув \| \| 2022 \| 3-й \| Еттан \| Північ \| 3 \| \| \| 2023 \| 3-й \| Еттан \| Північ \| 4 \| \| \| 2024 \| 3-й \| Еттан \| Північ \| \| \| * Реорганізація ліг 2006 року призвела до створення нової 3-ї ліги та змін у територіальному поділі нижчих футбольних дивізіонів Швеції. |        |            |                    |       |                                |
| Сезон | Рівень | Дивізіон   | Зона               | Місце | Примітки                       |
| 1993 | 2-й    | Дивізіон 1 | Північ             | 2     |                                |
| 1994 | 2-й    | Дивізіон 1 | Північ             | 4     |                                |
| 1995 | 2-й    | Дивізіон 1 | Північ             | 3     |                                |
| 1996 | 2-й    | Дивізіон 1 | Північ             | 10    |                                |
| 1997 | 2-й    | Дивізіон 1 | Північ             | 14    | Вибування                      |
| 1998 | 3-й    | Дивізіон 2 | Східний Свеаланд   | 4     |                                |
| 1999 | 3-й    | Дивізіон 2 | Східний Свеаланд   | 2     |                                |
| 2000 | 3-й    | Дивізіон 2 | Західний Свеаланд  | 10    | Вибування                      |
| 2001 | 4-й    | Дивізіон 3 | Північний Свеаланд | 3     |                                |
| 2002 | 4-й    | Дивізіон 3 | Північний Свеаланд | 1     | Підвищення                     |
| 2003 | 3-й    | Дивізіон 2 | Східний Свеаланд   | 7     | Васалундс/Ессінге              |
| 2004 | 3-й    | Дивізіон 2 | Східний Свеаланд   | 2     | Васалундс/Ессінге              |
| 2005 | 3-й    | Дивізіон 2 | Східний Свеаланд   | 2     | Васалундс/Ессінге – Підвищення |
| 2006* | 3-й    | Дивізіон 1 | Північ             | 4     | Васалундс/Ессінге              |
| 2007 | 3-й    | Дивізіон 1 | Північ             | 3     | Васалундс/Ессінге              |
| 2008 | 3-й    | Дивізіон 1 | Північ             | 2     | Підвищення                     |
| 2009 | 2-й    | Супереттан |                    | 16    | Вибування                      |
| 2010 | 3-й    | Дивізіон 1 | Північ             | 5     |                                |
| 2011 | 3-й    | Дивізіон 1 | Північ             | 6     |                                |
| 2012 | 3-й    | Дивізіон 1 | Північ             | 4     |                                |
| 2013 | 3-й    | Дивізіон 1 | Північ             | 7     |                                |
| 2014 | 3-й    | Дивізіон 1 | Північ             | 5     |                                |
| 2015 | 3-й    | Дивізіон 1 | Північ             | 11    |                                |
| 2016 | 3-й    | Дивізіон 1 | Північ             | 2     | Плей-оф за підвищення          |
| 2017 | 3-й    | Дивізіон 1 | Північ             | 12    | Вибування                      |
| 2018 | 4-й    | Дивізіон 3 | Північний Свеаланд | 1     | Підвищення                     |
| 2019 | 3-й    | Дивізіон 1 | Північ             | 6     |                                |
| 2020 | 3-й    | Еттан      | Північ             | 1     | Підвищення                     |
| 2021 | 2-й    | Супереттан |                    | 15    | Вибув                          |
| 2022 | 3-й    | Еттан      | Північ             | 3     |                                |
| 2023 | 3-й    | Еттан      | Північ             | 4     |                                |
| 2024 | 3-й    | Еттан      | Північ             |       |                                |

## Відвідуваність
| \| Сезон \| Середня відвідуваність \| Дивізіон / зона \| Level \| \| ----- \| ---------------------- \| ------------------- \| ----- \| \| 2005 \| 297 \| Див 2 Східна Швеція \| 2-й \| \| 2006 \| 431 \| Див 1 Північ \| 3-й \| \| 2007 \| 549 \| Див 1 Північ \| 3-й \| \| 2008 \| 492 \| Див 1 Північ \| 3-й \| \| 2009 \| 720 \| Супереттан \| 2-й \| \| 2010 \| 313 \| Див 1 Північ \| 3-й \| \| 2011 \| 336 \| Див 1 Північ \| 3-й \| \| 2012 \| 299 \| Див 1 Північ \| 3-й \| \| 2013 \| 229 \| Див 1 Північ \| 3-й \| \| 2014 \| 217 \| Див 1 Північ \| 3-й \| \| 2015 \| 338 \| Див 1 Північ \| 3-й \| \| 2016 \| 261 \| Див 1 Північ \| 3-й \| * Дані про середню відвідуваніст клубу в регіональних відділах Публікліги взяті з сайту Федерації Футболу Швеції |                        |                     |       |
| Сезон | Середня відвідуваність | Дивізіон / зона     | Level |
| 2005 | 297                    | Див 2 Східна Швеція | 2-й   |
| 2006 | 431                    | Див 1 Північ        | 3-й   |
| 2007 | 549                    | Див 1 Північ        | 3-й   |
| 2008 | 492                    | Див 1 Північ        | 3-й   |
| 2009 | 720                    | Супереттан          | 2-й   |
| 2010 | 313                    | Див 1 Північ        | 3-й   |
| 2011 | 336                    | Див 1 Північ        | 3-й   |
| 2012 | 299                    | Див 1 Північ        | 3-й   |
| 2013 | 229                    | Див 1 Північ        | 3-й   |
| 2014 | 217                    | Див 1 Північ        | 3-й   |
| 2015 | 338                    | Див 1 Північ        | 3-й   |
| 2016 | 261                    | Див 1 Північ        | 3-й   |

## Відомі гравці
- Патрік Амоа
- Бу Магнус Андерссон
- Мартін Андерссон
- Томас Андерссон
- Йосіф Аюба
- Роберт Бйоркнеше
- Крістоффер Ерікссон
- Ганс Ескільссон
- Петер Герхардссон
- Філіп Гелльквіст
- Даніель Гох
- Міа Ялькеруд
- Челль Йоневерт
- Фредрік Юнсон
- Пер Карлссон
- Бесим Кунич
- Джонс Кусі-Асаре
- Бер'є Леандер
- Томас Лундмарк
- Петер Магнуссон
- Трімі Маколлі
- Лінус Мальмборг
- Йоран Марклунд
- Мікаель Мартінссон
- Александер Милошевич
- Лейф Нільссон
- Небойша Новакович
- Бу Петерссон
- Себастян Сенаторе
- Саша Сянич
- Андреас Тобіассон
- Демба Траоре
- Томмі Вайху
- Стефано Веккія
- Матц Вернер
- Озгур Ясар
- Анатолій Пономарьов
- Кевін Арнотт
- Пол Івей
- Дейвід МакНівен
- Дін Муні
- Енді Клайв Сеєр
- Хав'єр Ігнасіо Леон Міра
- Цветін Благоєвич
- Адмір Цатович
- Велібор Пудар
- Дарко Рака
- Харіс Скендерович
- Кебба Сісей
- Вільям Амаму
- Ібрагім Атіку
- Генок Гойтом
- Юссуф Салех
- Маган Багдаді
- Мілан Коїч
- Кеннеді Ігбоананіке
- Лавал Ісмаїл
- Махмуд Еїд
- Імад Затара
- Деян Джурджевич
- Горан Ніколаєв
- Владимир Сандулович
- Мустафа Сама
- Івиця Цвіткушич
- Ферхат Кокмаз
- Мартін Кайонго-Мутумба
- Арі Вальві
- Йоганнс Нордстрем

## Відомі тренери
- Бу Петерссон (1983—1984)
- Бу Петерссон (1988—1990)
- Ерік Гамрен (1992—1993)
- Челль Йоневерт (1993—1994)
- Роджер Пальмгрен (2003—2004)
- Бу Петерссон (2004—2005)
- Кеннет Вреде (2008—2009)